# Amatersko pozorište
Amatersko pozorište, poznato i kao amaterska dramatika, pozorište je u izvođenju amaterskih glumaca i pevača. Amaterske pozorišne grupe mogu postavljati predstave, revije, mjuzikle, laku operu, pantomimu ili estrade, i to zarad društvene delatnosti, ali i umetničke strane. Produkcije se mogu odvijati na mestima od otvorenog prostora, domova zajednica ili škola do nezavisnih ili većih profesionalnih pozorišta i mogu biti jednostavna lagana zabava ili zahtevna drama.
Amatersko pozorište razlikuje se od profesionalnog ili komunalnog pozorišta samo po tome što učesnici nisu plaćeni, mada to nije uvek slučaj, iako postavljene produkcije mogu biti komercijalni poduhvati, bilo za finansiranje daljih produkcija, u korist zajednice ili u dobrotvorne svrhe.
Glumci amateri obično nisu članovi sindikata glumaca, jer ove organizacije postoje da bi zaštitile profesionalnu industriju i obeshrabrile svoje članove da rade sa kompanijama koje nisu potpisnice sindikalnih ugovora.

## Definicija
Mišljenja se razlikuju o tome kako treba definisati „amatera“ u relaciji sa pozorištem. Tehnički gledano, „amater“ je svako ko ne prihvati ili mu se ne nudi novac za njegove usluge. Jedno od tumačenja ovoga je: „Osobi nedostaje veština profesionalca, kao u umetnosti“. Druga je: „Osoba koja se bavi umetnočkom, naučnom, studentskom ili atletskim aktivnosti kao vidom razonode, a ne kao profesijom“.
Malo je verovatno da će glumac-amater biti član sindikata glumaca, jer sindikati većine zemalja imaju stroge pravilnike. Na primer, u Britaniji sindikat Jednakost „pruža dobrodošlicu svima koji trenutno profesionalno rade na polju zabave.“ U SAD-u Asocijacija glumačke jednakosti ima sličnu svrhu: da zaštiti profesionalnu industriju i njene umetnike.
Amatersko pozorište (amaterska dramatika) može se definisati kao „pozorišna predstava u kojoj ljudi koji učestvuju nisu plaćeni, već učestvuju zarad svog zadovoljstva“. Lokalno organizovani pozorišni događaji predstavljaju izvor zabave za zajednicu i mogu biti zabavan i uzbudljiv hobi, uz jake prijateljske veze stvorene kroz učešće. Mnoge amaterske pozorišne grupe odbacuju oznaku „amater“ i njenu negativnu povezanost sa „amaterizmom“. Oni preferiraju da sebe oblikuju kao „dramska društva“, „pozorišne grupe“ ili samo „igrače“.

## Odnos prema profesionalnom pozorištu
Fransoa Selije i Kaningam Bridžman su 1914. godine napisali da su se profesionalci pre kraja 19. veka prema glumcima amaterima odnosili s prezirom. Nakon formiranja amaterskih kompanija Gilberta i Salivana sa licencom za izvođenje Savojskih opera, profesionalci su prepoznali da amaterska društva „podržavaju muzičku i dramsku kulturu. Oni su sada prihvaćeni kao korisne škole za obuku za legitimnu scenu, a iz redova volontera iznedrili su se mnogi favoriti današnjice.” Amateri i dalje tvrde da obavljaju usluge u zajednici, mada je čak i tokom 1960-ih još uvek bilo, „posebno u profesionalnim četvrtima, duboko ukorenjene sumnje da je amatersko pozorište zaista institucija koja postoji da bi ’amaterskoj dramatici’ dala značaj neozbiljne vrste zabave bez pretenzija ka umetnost“ ili „kao osnova za glumljenje najpopularnijih i politički pronicljivih članova“. Ipak, mnogi profesionalni glumci uspostavili su svoj zanat na amaterskoj sceni.
Nakon 1988. godine u Velikoj Britaniji članstvo u sindikatu glumaca Jednakost više ne može biti obavezno, i profesionalni izvođači mogu nastupati u bilo kojoj amaterskoj kompaniji. Neke amaterske kompanije angažuju profesionalne režisere. Ove promene zamagljuju razliku između amaterskog i profesionalnog pozorišta. Amatersko pozorište se u Velikoj Britaniji ponekad naziva „nekomercijalnim pozorištem“. U novije vreme razlika između „amatera“ i „profesionalca“ dodatno je zamagljena, s tim što profesionalne kompanije podstiču učešće zajednice u svojim produkcijama koristeći lokalne amaterske kompanije. Primer za to je turneja Rojal Šekspirske kompanije 2016. godine sa prestavom A Midsummer Night's Dream: A Play for the Nation: u svakom od 14 gradova koje je turneja posetila, kompanija je regrutovala pripadnike lokalnih amaterskih kompanija da igraju uloge Nika Botoma i drugih Mehaničara.

## Ujedinjeno Kraljevstvo
Ljudi širom Velike Britanije učestvuju u amaterskom pozorištu kao izvođači, članovi tima ili publika, i mnoga deca prvo doživljavaju pozorište uživo tokom lokalnih amaterskih predstava godišnje božićne pantomime. Amatersko pozorište ponekad može biti odskočna daska za razvoj novih izvođačkih talenata, a brojni profesionalni glumci svoja prva scenska iskustva imaju u amaterskom pozorištu kao što su Lijam Nison (Slemiški igrači u Balimeni), Džejms Nezbit (Ulsterovo pozorište mladih) i Nejtan Rajt (u Dadliju).
Jedno istraživanje koje je 2002. godine koje je sprovela glavna krovna organizacija za amatersko pozorište u Velikoj Britaniji, Nacionalno operativno i dramsko udruženje („NODA“), primetilo je da je „javna podrška amaterskom pozorištu u Velikoj Britaniji sporadična“, ali je utvrđeno da je godišnji promet povezanih grupa iznosio je 34 miliona funti od 25.760 predstava sa 437.800 učesnika, od kojih su 29% bili mlađi od 21 godine; prisustvo publike je bilo na nivou od 7,315,840.
Jedno ranije, ograničeno istraživanje u Engleskoj 1991. otkrilo je da je samo 19% amaterskih dramskih grupa bilo povezano sa nacionalnom „krovnom“ organizacijom, što sugeriše da kasnija anketa organizacije NODA možda ne odražava stvarni nivo uključenosti lokalne zajednice u amatersko pozorište.
U 2012. godini bilo je više od 2.500 amaterskih pozorišnih grupa koje su godišnje izvodile oko 30.000 predstava.

## Sjedinjene Države
U Sjedinjenim Državama, amatersko pozorište je uglavnom poznato kao komunalno pozorište. U 2009. godini bilo je 923 organizacije članice Američkog udruženja komunalnih pozorišta. Članstvo u ovoj organizaciji je dobrovoljno, te stoga stvarni broj pozorišnih organizacija u Sjedinjenim Državama nije poznat.
Iako su izvođači u comunalnom pozorištu obično neprofesionalni, postoji odredba Udruženja glumačke jednakosti koja omogućava da se do dva plaćena profesionalna glumca pojave kao gostujući izvođači u komunalnoj pozorišnoj produkciji.
Organizacije komunalnih pozorišta ispunjavaju uslove za neprofitni status prema članu 501 (c) Zakona o unutrašnjim prihodima Sjedinjenih Država.

## Australija
Nezavisno pozorišno udruženje vrhunac je amaterske ili komunalne drame u Zapadnoj Australiji. Australijsko amatersko pozorište zavisi od napora volontera i vrlo malo amaterskih pozorišta isplaćuje plate, iako neka zapošljavaju čistače. Amatersko glumačko iskustvo veoma je traženo kao polazna tačka za ambiciozne profesionalce. Godišnje Finlijeve nagrade proslavljaju dostignuća pozorišta u nekoliko kategorija.
Dramsko društvo radničkog obrazovanja i njegov studentski pandan bili su aktivni u Brisbenu između 1930. i 1962. godine.

## Literatura
- Arrowsmith, Keith (2002). The Methuen Amateur Theatre Handbook. Methuen Drama. ISBN 978-0413755704.
- Cellier, François and Cunningham Bridgeman (1914). Gilbert and Sullivan and Their Operas. London: Sir Isaac Pitman & sons, ltd. стр. 393—394.
- „AACT's Mission & Purpose”. American Association of Community Theatre. aact.org.
- „Festival Cycle”. American Association of Community Theatre. aact.org. Архивирано из оригинала 04. 12. 2020. г. Приступљено 21. 12. 2020.
- „Information for all Participating Groups for 35th Brittish All Winners Festival”. Архивирано из оригинала 31. 03. 2022. г. Приступљено 21. 12. 2020.
- „FEATS 2007 Technical Data Package” (PDF). Архивирано из оригинала (PDF) 28. 10. 2020. г. Приступљено 21. 12. 2020.
- „Commissioning new work – A good practice guide for amateur theatre companies and playwrights - The Arts Council England” (PDF). Архивирано из оригинала (PDF) 2009-01-14. г. Приступљено 2008-08-11.
- „AUDF: History”. Association of Ulster Drama Festivals History. Приступљено 2. 12. 2014.
- Banham, Martin, ур. (1998) [1995]. The Cambridge Guide to Theatre. Cambridge: Cambridge University Press. ISBN 0-521-43437-8.
- Beacham, Richard C. (1996). The Roman Theatre and Its Audience. Cambridge, MA: Harvard University Press. ISBN 978-0-674-77914-3.
- Benedetti, Jean (1999) [1988]. Stanislavski: His Life and Art (Revised изд.). London: Methuen. ISBN 0-413-52520-1.
- Benedetti, Jean (2005). The Art of the Actor: The Essential History of Acting, From Classical Times to the Present Day. London: Methuen. ISBN 0-413-77336-1.
- Benedetti, Jean (2008).  Dacre, Kathy; Fryer, Paul, ур. Stanislavski on Stage. Sidcup, Kent: Stanislavski Centre Rose Bruford College. стр. 6—9. ISBN 978-1-903454-01-5.
- Black, Joseph, ур. (2010) [2006]. The Broadview Anthology of British Literature: Volume 3: The Restoration and the Eighteenth Century. Canada: Broadview Press. ISBN 978-1-55111-611-2.
- Brandon, James R. (1993) [1981]. „Introduction”.  Ур.: Baumer, Rachel Van M.; Brandon, James R. Sanskrit Theatre in Performance. Delhi: Motilal Banarsidass. стр. xvii—xx. ISBN 978-81-208-0772-3.
- Brandon, James R., ур. (1997). The Cambridge Guide to Asian Theatre (2nd, revised изд.). Cambridge: Cambridge University Press. ISBN 978-0-521-58822-5.
- Brockett, Oscar G.; Hildy, Franklin J. (2003). History of the Theatre (Ninth, International изд.). Boston: Allyn and Bacon. ISBN 0-205-41050-2.
- Brown, Andrew (1998). „Greece, Ancient”.  Ур.: Banham, Martin. The Cambridge Guide to Theatre (Revised изд.). Cambridge: Cambridge University Press. стр. 441–447. ISBN 0-521-43437-8.
- Burt, Daniel S. (2008). The Drama 100: A Ranking of the Greatest Plays of All Time. New York: Facts on File. ISBN 978-0-8160-6073-3.
- Carlson, Marvin (јесен 1986). „Psychic Polyphony”. Journal of Dramatic Theory and Criticism: 35—47.
- Carlson, Marvin (1993). Theories of the Theatre: A Historical and Critical Survey from the Greeks to the Present (Expanded изд.). Ithaca and London: Cornell University Press. ISBN 0-8014-8154-6.
- Carnicke, Sharon Marie (1998). Stanislavsky in Focus. Russian Theatre Archive series. London: Harwood Academic Publishers. ISBN 90-5755-070-9.
- Cartledge, Paul (1997). „'Deep Plays': Theatre as Process in Greek Civic Life”.  Ур.: Easterling, P. E. The Cambridge Companion to Greek Tragedy. Cambridge Companions to Literature series. Cambridge: Cambridge University Press. стр. 3–35. ISBN 0-521-42351-1.
- Counsell, Colin (1996). Signs of Performance: An Introduction to Twentieth-Century Theatre. London and New York: Routledge. ISBN 978-0-415-10643-6.
- Deal, William E. (2007). Handbook to Life in Medieval and Early Modern Japan. Oxford: Oxford University Press. ISBN 978-0-19-533126-4.
- Duchartre, Pierre Louis (1966) [1929]. The Italian Comedy: The Improvisation Scenarios Lives Attributes Portraits and Masks of the Illustrious Characters of the Commedia dell'Arte. Превод: Randolph T. Weaver. New York: Dover Publications. ISBN 0-486-21679-9.
- Dukore, Bernard F., ур. (1974). Dramatic Theory and Criticism: Greeks to Grotowski. Florence, KY: Heinle & Heinle. ISBN 978-0-03-091152-1.
- Elam, Keir (1980). The Semiotics of Theatre and Drama. New Accents series. London and New York: Routledge. ISBN 978-0-415-03984-0.
- Fergusson, Francis (1968) [1949]. The Idea of a Theater: A Study of Ten Plays, The Art of Drama in a Changing Perspective. Princeton, NJ: Princeton University Press. ISBN 0-691-01288-1.
- Gassner, John; Allen, Ralph G. (1992) [1964]. Theatre and Drama in the Making. New York: Applause Books. ISBN 1-55783-073-8.
- Gauss, Rebecca B. (1999). Lear's Daughters: The Studios of the Moscow Art Theatre 1905–1927. American University Studies, Ser. 26 Theatre Arts. 29. New York: Peter Lang. ISBN 978-0-8204-4155-9.
- Goldhill, Simon (1997). „The Audience of Athenian Tragedy”.  Ур.: Easterling, P. E. The Cambridge Companion to Greek Tragedy. Cambridge Companions to Literature series. Cambridge: Cambridge University Press. стр. 54–68. ISBN 0-521-42351-1.
- Goldhill, Simon (2004). „Programme Notes”.  Ур.: Goldhill, Simon; Osborne, Robin. Performance Culture and Athenian Democracy (New изд.). Cambridge: Cambridge University Press. стр. 1—29. ISBN 978-0-521-60431-4.
- Gordon, Mel (1983). Lazzi: The Comic Routines of the Commedia dell'Arte. New York: Performing Arts Journal. ISBN 0-933826-69-9.
- Gordon, Robert (2006). The Purpose of Playing: Modern Acting Theories in Perspective. Ann Arbor: University of Michigan Press. ISBN 978-0-472-06887-6.
- Aristotle (1987). Poetics with Tractatus Coislinianus, Reconstruction of Poetics II and the Fragments of the On Poets. Превод: Janko, Richard. Cambridge: Hackett. ISBN 978-0-87220-033-3.
- Johnstone, Keith (2007) [1981]. Impro: Improvisation and the Theatre (revised изд.). London: Methuen. ISBN 978-0-7136-8701-9.
- Jones, John Bush (2003). Our Musicals, Ourselves: A Social History of the American Musical Theatre. Hanover: Brandeis University Press. ISBN 1-58465-311-6.
- Kovacs, David (2005). „Text and Transmission”.  Ур.: Gregory, Justina. A Companion to Greek Tragedy. Blackwell Companions to the Ancient World series. Malden, MA and Oxford: Blackwell. стр. 379–393. ISBN 1-4051-7549-4.
- Kuritz, Paul (1988). The Making of Theatre History. Englewood Cliffs, NJ: Prentice Hall. ISBN 978-0-13-547861-5.
- Leach, Robert (2004). Makers of Modern Theatre: An Introduction. London: Routledge. ISBN 978-0-415-31241-7.
- Ley, Graham (2007). The Theatricality of Greek Tragedy: Playing Space and Chorus. Chicago and London: University of Chicago Press. ISBN 978-0-226-47757-2.
- Milling, Jane; Ley, Graham (2001). Modern Theories of Performance: From Stanislavski to Boal. Basingstoke, Hampshire, and New York: Palgrave. ISBN 978-0-333-77542-4.
- Moreh, Shmuel (1986). „Live Theater in Medieval Islam”.  Ур.: Sharon, Moshe. Studies in Islamic History and Civilization in Honour of Professor David Ayalon. Cana, Leiden: Brill. стр. 565—601. ISBN 965-264-014-X.
- Pavis, Patrice (1998). Dictionary of the Theatre: Terms, Concepts, and Analysis. Превод: Christine Shantz. Toronto and Buffalo: University of Toronto Press. ISBN 978-0-8020-8163-6.
- Pelling, Christopher (2005). „Tragedy, Rhetoric, and Performance Culture”.  Ур.: Gregory, Justina. A Companion to Greek Tragedy. Blackwell Companions to the Ancient World series. Malden, MA and Oxford: Blackwell. стр. 83–102. ISBN 1-4051-7549-4.
- Peterson, Richard A. (1982). „Five Constraints on the Production of Culture: Law, Technology, Market, Organizational Structure and Occupational Careers”. The Journal of Popular Culture. 16 (2): 143—153. doi:10.1111/j.0022-3840.1982.1451443.x.
- Pfister, Manfred (2000) [1977]. The Theory and Analysis of Drama. European Studies in English Literature series. Превод: John Halliday. Cambridige: Cambridge University Press. ISBN 978-0-521-42383-0.
- Rehm, Rusj (1992). Greek Tragic Theatre. Theatre Production Studies. London and New York: Routledge. ISBN 0-415-11894-8.
- Richmond, Farley (1998) [1995]. „India”.  Ур.: Banham, Martin. The Cambridge Guide to Theatre. Cambridge: Cambridge University Press. стр. 516–525. ISBN 0-521-43437-8.
- Richmond, Farley P.; Swann, Darius L.; Zarrilli, Phillip B., ур. (1993). Indian Theatre: Traditions of Performance. University of Hawaii Press. ISBN 978-0-8248-1322-2.
- Spolin, Viola (1999) [1963]. Improvisation for the Theater (Third изд.). Evanston, Il: Northwestern University Press. ISBN 0-8101-4008-X.
- Styan, J. L. (2000). Drama: A Guide to the Study of Plays. New York: Peter Lang. ISBN 978-0-8204-4489-5.
- Taxidou, Olga (2004). Tragedy, Modernity and Mourning. Edinburgh: Edinburgh University Press. ISBN 0-7486-1987-9.
- Ward, A.C (2007) [1945]. Specimens of English Dramatic Criticism XVII–XX Centuries. The World's Classics series. Oxford: Oxford University Press. ISBN 978-1-4086-3115-7.
- Webster, T. B. L. (1967). „Monuments Illustrating Tragedy and Satyr Play”. Bulletin of the Institute of Classical Studies (Supplement, with appendix) (second изд.). University of London (20): iii—190.
- Williams, Raymond (1966). Modern Tragedy. London: Chatto & Windus. ISBN 0-7011-1260-3.
- Aston, Elaine; Savona, George (1991). Theatre as Sign-System: A Semiotics of Text and Performance. London and New York: Routledge. ISBN 978-0-415-04932-0.
- Benjamin, Walter (1998). The Origin of German Tragic Drama. Превод: John Osborne. London and New York: Verso. ISBN 1-85984-899-0.
- Brown, John Russell (1997). What is Theatre?: An Introduction and Exploration. Boston and Oxford: Focal P. ISBN 978-0-240-80232-9.
- Bryant, Jye (2018). Writing & Staging A New Musical: A Handbook. Kindle Direct Publishing. ISBN 9781730897412.
- Carnicke, Sharon Marie. 2000. "Stanislavsky's System: Pathways for the Actor". In Hodge (2000, 11–36).
- Dacre, Kathy, and Paul Fryer, ур. (2008). Stanislavski on Stage. Sidcup, Kent: Stanislavski Centre Rose Bruford College. ISBN 978-1-903454-01-5.
- Deleuze, Gilles; Félix Guattari (2004). Anti-Œdipus. New Accents Ser. Превод: Robert Hurley, Mark Seem and Helen R. Lane. London and New York: Methuen. ISBN 0-416-72060-9.
- Felski, Rita, ур. (2008). Rethinking Tragedy. Baltimore: Johns Hopkins University Press. ISBN 978-0-8018-8740-6.
- Harrison, Martin (1998). The Language of Theatre. London: Routledge. ISBN 978-0878300877.
- Hartnoll, Phyllis (1983). The Oxford Companion to the Theatre (4th изд.). Oxford: Oxford University Press. ISBN 978-0-19-211546-1.
- Hodge, Alison, ур. (2000). Twentieth-Century Actor Training. London and New York: Routledge. ISBN 978-0-415-19452-5.
- Leach, Robert (1989). Vsevolod Meyerhold. Directors in Perspective series. Cambridge: Cambridge University Press. ISBN 978-0-521-31843-3.
- Leach, Robert, and Victor Borovsky, ур. (1999). A History of Russian Theatre. Cambridge: Cambridge University Press. ISBN 978-0-521-03435-7.
- Meyer-Dinkgräfe, Daniel (2001). Approaches to Acting: Past and Present. London and New York: Continuum. ISBN 978-0-8264-7879-5.
- Meyerhold, Vsevolod (1991). Meyerhold on Theatre. Превод: Edward Braun. London: Methuen. ISBN 978-0-413-38790-5.
- Mitter, Shomit (1992). Systems of Rehearsal: Stanislavsky, Brecht, Grotowski and Brook. London and NY: Routledge. ISBN 978-0-415-06784-3.
- O'Brien, Nick (2010). Stanislavski In Practise. London: Routledge. ISBN 978-0-415-56843-2.
- Rayner, Alice. 1994. To Act, To Do, To Perform: Drama and the Phenomenology of Action. Ann Arbor: University of Michigan Press. 1994. ISBN 978-0-472-10537-3.. Theater: Theory/Text/Performance Ser.
- Roach, Joseph R. (1985). The Player's Passion: Studies in the Science of Acting. Ann Arbor: U of Michigan P. ISBN 978-0-472-08244-5.. Theater: Theory/Text/Performance Ser.
- Speirs, Ronald, trans. 1999. The Birth of Tragedy and Other Writings. Cambridge: Cambridge University Press. 1999. ISBN 0-521-63987-5.. By Friedrich Nietzsche. Ed. Raymond Geuss and Ronald Speirs. Cambridge Texts in the History of Philosophy ser.

## Spoljašnje veze
- „Little Theatre Guild”. Приступљено 2. 12. 2014.